# Kelly Gould
Kelly Gould (ur. 4 sierpnia 1999 w Los Angeles) – amerykańska aktorka dziecięca.

## Życiorys
Kelly Gould pierwszy raz pojawiła się przed kamerami krótko po narodzinach. Zagrała sześciotygodniowe dziecko, Chastity Bono, w filmie Sonny&Cher. Najbardziej znana jest z roli 4-letniej Lucy, córki Louie i Kim w komedii Home Box Office Lucky Louie. Gould również pojawiła się w wielu innych programach telewizyjnych i filmach, w tym w 2007 roku zagrała w komedii Ostrza chwały. Zagrała rolę Shannon Clemens w serialu Rita Rocks. Obecnie gra Rosie, najlepszą przyjaciółkę Emmy, w serialu Jessie na Disney Channel.
Gould ma starszą siostrę Emmę i brata Alexandra.

## Filmografia[2]

### Filmy
| Rok  | Tytuł filmu    | Rola   | Notatki                        |
| ---- | -------------- | ------ | ------------------------------ |
| 2007 | Ostrza chwały  | Maddy  |                                |
| 2009 | Nowszy model   | Sadie  |                                |
| 2010 | Brat zastępowy | Rachel | Disney Channel Original Movies |
| 2014 | 16-Love        | Ellen  |                                |

### Telewizja
| Rok          | Tytuł filmu          | Rola             | Notatki                                                     |
| ------------ | -------------------- | ---------------- | ----------------------------------------------------------- |
| 2004         | Strong Medicine      | Molly Molika     | „Kopciuszek w Zaroślach” (sezon 5 odcinek 12)               |
| 2005         | Jake in Progress     | Kid #1           | „Zdesperowany Facet Domowy” (sezon 1 odcinek 8)             |
| 2006–2007    | Lucky Louie          | Lucy             | główna rola; 13 odcinków                                    |
| 2007         | Hannah Montana       | mała dziewczynka | „Chłopak mojego kumpla"(sezon 2 odcinek 7)                  |
| 2007         | Zaklinacz dusz       | młoda Melinda    | „Wszystkie duchy prowadzą do Grandview” (sezon 3 odcinek 9) |
| 2007         | Dowody zbrodni       | Mia Ross         | „Sabotaż” (sezon 5 odcinek 12)                              |
| 2008–2009    | Rita Rocks           | Shannon Clemens  | główna rola; 26 odcinków                                    |
| 2011         | Powodzenia, Charlie! | Heather          | „PJ w mieście” (sezon 2 odcinek 17)                         |
| 2012-obecnie | Jessie               | Rosie            | rola powracająca                                            |
| 2014         | Dakota Star          | Skylar Johnson   | główna rola                                                 |